# 사랑따윈 필요없어
"사랑따윈 필요없어"(Love me not)는 2006년에 개봉한 대한민국의 멜러 장르 영화이다. 이철하 감독의 작품으로 김주혁, 문근영 주연이다. 2002년 일본 드라마 사랑따윈 필요없어, 여름을 리메이크한 작품이다. 2006년 11월 9일 개봉하였다.
같은 날짜에 개봉한 "열혈남아"가 같은 제작사에서 제작된 영화라 논란이 일기도 하였다.

## 제작진
- 각본/감독: 이철하
- 촬영감독: 강창배
- 조명감독: 하경문
- 프로덕션 디자이너: 장재진

## 출연진
- 김주혁 - 줄리앙 역
- 문근영 - 류민 역
- 진구 - 태호 역
- 도지원 - 이선생 역
- 이기영 - 광수 역
- 서현진 - 지혜 역

## 같이 보기
- 사랑따윈 필요없어, 여름 : 원작 드라마
- 그 겨울, 바람이 분다